# تک‌همسری در جانوران
جفت‌گیری تک‌همسرانه در جانوران به تاریخ طبیعی نظام‌های جفت‌گیری اشاره دارد که در آن‌ها، گونه‌های حیوانی برای پرورش فرزندان خود اقدام به جفت‌پیوندی می‌نمایند. گاهی از این رفتار با عنوان تک‌همسری یاد می‌شود..